# Diamonds (DEENのアルバム)
Diamonds（ダイヤモンド）はDEENの8作目のオリジナル・アルバム。「DEEN's ROCK」が今作品のテーマ。

## 概要
- 前作『ROAD CRUISIN'』から約2年振りとなるオリジナルアルバム。32ndシングル「Starting Over」、33rdシングル「ダイヤモンド」も収録。初回限定盤には「ダイヤモンド」のPVメイキング等を収録したDVDとの2枚組。
- デビューシングル「このまま君だけを奪い去りたい」のカップリング「DREAMIN'」以来となるツインボーカル曲「上海ロックスター」収録。ソロナンバー以外では初めて、作詞を山根公路が担当した。

## 楽曲について
1. ダイヤモンド
2. Starting Over
3. 上海ロックスター
4. 扉

## 収録内容

### Disc 1 / CD
| 全作詞: 池森秀一（#9、作詞: 山根公路）。 |                      |                                  |                      |            |      |
| #                                        | タイトル             | 作詞                             | 作曲                 | 編曲       | 時間 |
| 1.                                       | 「虹の彼方へ」       | 池森秀一 （#9、作詞: 山根公路 ） | 池森秀一、時乗浩一郎 | Steve Good | 5:09 |
| 2.                                       | 「ダイヤモンド」     | 池森秀一 （#9、作詞: 山根公路 ） | 山根公路、池森秀一   | CHOKKAKU   | 4:25 |
| 3.                                       | 「Family」           | 池森秀一 （#9、作詞: 山根公路 ） | 山根公路             | 山根公路   | 3:40 |
| 4.                                       | 「Starting Over」    | 池森秀一 （#9、作詞: 山根公路 ） | 織田哲郎             | 葉山たけし | 4:37 |
| 5.                                       | 「ロッソ!!」         | 池森秀一 （#9、作詞: 山根公路 ） | 池森秀一、時乗浩一郎 | Steve Good | 4:20 |
| 6.                                       | 「東京」             | 池森秀一 （#9、作詞: 山根公路 ） | 池森秀一、時乗浩一郎 | Steve Good | 4:15 |
| 7.                                       | 「Life is」          | 池森秀一 （#9、作詞: 山根公路 ） | 田川伸治             | 田川伸治   | 5:03 |
| 8.                                       | 「Sail away」        | 池森秀一 （#9、作詞: 山根公路 ） | 田川伸治             | 田川伸治   | 4:10 |
| 9.                                       | 「上海ロックスター」 | 池森秀一 （#9、作詞: 山根公路 ） | 山根公路、池森秀一   | Steve Good | 4:04 |
| 10.                                      | 「By myself」        | 池森秀一 （#9、作詞: 山根公路 ） | 山根公路             | 山根公路   | 4:25 |
| 11.                                      | 「扉」               | 池森秀一 （#9、作詞: 山根公路 ） | DEEN                 | 田川伸治   | 4:02 |
| 合計時間:                                | 合計時間:            | 合計時間:                        | 合計時間:            | 48:10      |      |

### Disc 2 / DVD（初回限定盤）
| #  | タイトル                      | 作詞 | 作曲・編曲 |
| -- | ----------------------------- | ---- | ---------- |
| 1. | 「Making of "Diamonds"」      |      |            |
| 2. | 「Starting Over」(VIDEO CLIP) |      |            |
| 3. | 「ダイヤモンド」(VIDEO CLIP)  |      |            |

## 参加ミュージシャン

### DEEN
- 池森秀一：Vocal&Background Vocals
- 山根公路：Keyboards，Vocal，Background Vocals&Synthesizer Programming
- 田川伸治：Electric Guitar，Acoustic Guitar，Percussions，Background Vocals&Synthesizer Programming

### サポート
- HIDE（小林秀樹）：ドラム（#2を除く）
- 宮野和也：ベース（#2,4を除く）
- KIYO：ベース（#4）他...

## スタッフ
- Executive Producer：軽部重信（BMG JAPAN）・神林一夫（GOOD-DAY）他

## タイアップ
- 虹の彼方へ - 常口アトム　CM（北海道地区のみ）